# Concord Production Inc.
Concord Production Inc. (協和電影公司) fue una productora fundada en 1972 en Hong Kong (británico) por Bruce Lee junto con Raymond Chow, fundador de Golden Harvest, donde ambos compartieron el 50%. Bruce Lee fue el jefe de las decisiones creativas y Raymond Chow estaba a cargo de la administración. Las acciones fueron vendidas por la esposa Bruce Lee, Linda Lee Cadwell a Raymond Chow en 1976.

## Producción
El Concord Production Inc. ha coproducido las películas:
- Way of the Dragon (1972) con Golden Harvest;
- Enter the Dragon (1973) con Warner Bros;
- The Game of Death (死亡的遊戲), película original (1972),[5] con Golden Harvest. El proyecto fue retomado y concluido por la productora The Criterion Collection, Game of Death Redux. Esta película se estrenó en 2019.[6]
- Bruce Lee: El hombre y su leyenda (1973) con Golden Harvest

## Logotipo
El logotipo de la Concord Production Inc. apareció por primera vez en la versión original de la película "Way of the Dragon: 猛龍過江", con  un símbolo similar al del Yin y yang, solo que bajo colores rojos y amarillos.